# Кулай (река)
Кулай — река в России, протекает в Тарском районе Омской области. Устье реки находится в 302 км по правому берегу реки Ягылъях. Длина реки составляет 22 км. В низовьях реки находится зимовка Нижний Кулай.

## Данные водного реестра
По данным государственного водного реестра России относится к Верхнеобскому бассейновому округу, водохозяйственный участок реки — Васюган, речной подбассейн реки — Васюган. Речной бассейн реки — (Верхняя) Обь до впадения Иртыша.
Код объекта в государственном водном реестре — 13010800112115200030416.